# Deutsche Leichtathletik-Hallenmeisterschaften 1960
Die siebten Deutschen Leichtathletik-Hallenmeisterschaften fanden am 5. März 1960 in der Kieler Ostseehalle statt. Gelaufen wurde auf einer 150 m langen Rundbahn. 

## Medaillengewinner Männer
| Disziplin      | Gold                                                                    | Silber                                                             | Bronze                                                                                       |
| -------------- | ----------------------------------------------------------------------- | ------------------------------------------------------------------ | -------------------------------------------------------------------------------------------- |
| 50 m           | Bernd Cullmann (ASV Köln)                                               | Edmund Burg (SV Saar 05 Saarbrücken)                               | Rudolf Sundermann (SV Bayer 04 Leverkusen)                                                   |
| 400 m          | Manfred Kinder (OSV Hörde)                                              | Albert Radusch (Grün-Weiß-Rot Düsseldorf)                          | Wolfgang Klein (TK Hannover)                                                                 |
| 800 m          | Max Rentsch (SV Bayer 04 Leverkusen)                                    | Olaf Lawrenz (Berliner SC)                                         | Rudolf Werner (USC Mainz)                                                                    |
| 1500 m         | Adolf Schwarte (Rot-Weiß Oberhausen)                                    | Edmund Brenner (SKV Eglosheim)                                     | Günter Dohrow (SC Charlottenburg)                                                            |
| 3000 m         | Heinz Böthling (Olympia Neumünster)                                     | Günter Timm (VfL Wolfsburg)                                        | Karl Paetow (Hamburger SV)                                                                   |
| 55 m Hürden    | Günther Brand (TV Wetzlar)                                              | Manfred Schuster (TSG Reutlingen)                                  | Klaus Willimczik (Rendsburger TSV)                                                           |
| 4 × 400 m      | OSV Hörde (Albert Radusch, Otto Klappert, Udo Waldheim, Manfred Kinder) | VfL Wolfsburg (Bernd Meier, Horst Huber, Egon Ritter, Horst Grone) | TuS Alstertal von 1909 Hamburg (Dieter Lange, Werner Pantel, Franz Wojaczek, Erhard Urbeinz) |
| Hochsprung     | Theo Püll (LG 47 Viersen)                                               | Werner Bähr (VfL Wolfsburg)                                        | Peter Stauch (Hamburger SV)                                                                  |
| Stabhochsprung | Klaus Lehnertz (Solinger LC)                                            | Dieter Möhring (VfL Wolfsburg)                                     | Klaus Willimczik (Rendsburger TSV)                                                           |
| Weitsprung     | Manfred Molzberger (ASV Köln)                                           | Dietrich Richter (TG Schwenningen)                                 | Manfred Steinbach (VfL Wolfsburg)                                                            |
| Dreisprung     | Peter Hajek (VfL Wolfsburg)                                             | Rudolf Kleppe (TG Witten)                                          | Klaus Röper (TKW Nienburg)                                                                   |
| Kugelstoßen    | Hermann Lingnau (FSV Frankfurt)                                         | Hans-Jürgen Hilbig (TSV Zehlendorf 88)                             | Friedhard Zastrow (TSV Gaarden)                                                              |

## Medaillengewinner Frauen
| Disziplin   | Gold                                                                             | Silber                                                                              | Bronze                                                                       |
| ----------- | -------------------------------------------------------------------------------- | ----------------------------------------------------------------------------------- | ---------------------------------------------------------------------------- |
| 50 m        | Liesel Jakobi (ATSV Saarbrücken)                                                 | Anni Biechl (PSV München)                                                           | Helga Hüttmann (Holstein Kiel)                                               |
| 800 m       | Marie-Luise Seiler (Meidericher SV)                                              | Marlene Büchler (Wuppertaler SV)                                                    | Daisy Voog (Hypoclub München)                                                |
| 55 m Hürden | Monika Wessel (SV Salamander Kornwestheim)                                       | Christel Ellekotten (VfL Gladbeck)                                                  | Hilke Thymm (Hamburger SV)                                                   |
| 4 × 150 m   | OSV Hörde (Doris Goldhausen, Christa Michel, Bärbel Tölle, Marianne Niederquell) | Wuppertaler SV (Maren Collin, Doris Schweimanns, Christel Dohrmann, Maria Jeibmann) | Hannover 96 (Renate Bicker, Steffi Pachnicke, Marga Fündling, Renate Marsch) |
| Hochsprung  | Marlene Schmitz-Portz (ASV Köln)                                                 | Rita Kortum (VfL Wolfsburg)                                                         | Marlene Altmann (Wuppertaler SV)                                             |
| Weitsprung  | Helga Hoffmann (ATSV Saarbrücken)                                                | Liesel Jakobi (ATSV Saarbrücken)                                                    | Jutta Stöck (Hamburger SV)                                                   |
| Kugelstoßen | Sigrun Grabert (SV 03 Tübingen)                                                  | Brigitte Bulla (OSC Berlin)                                                         | Anne-Chatrine Lafrenz (SC Greven 09)                                         |